# Felsinschrift von Zowinar
Die urartäische Felsinschrift von Zowinar befindet sich im armenischen Dorf Zowinar (Ծովինար), Provinz Gegharkunik am südlichen Ufer des Sewansees. Sie befindet sich an einem Felsabsturz der Festung Odzaberd (Schlangenfestung), des alten Teišebai URU. Sie ist in urartäischer Sprache in Keilschrift verfasst und stammt von König Rusa, Sohn des Sarduri.

## Inschrift

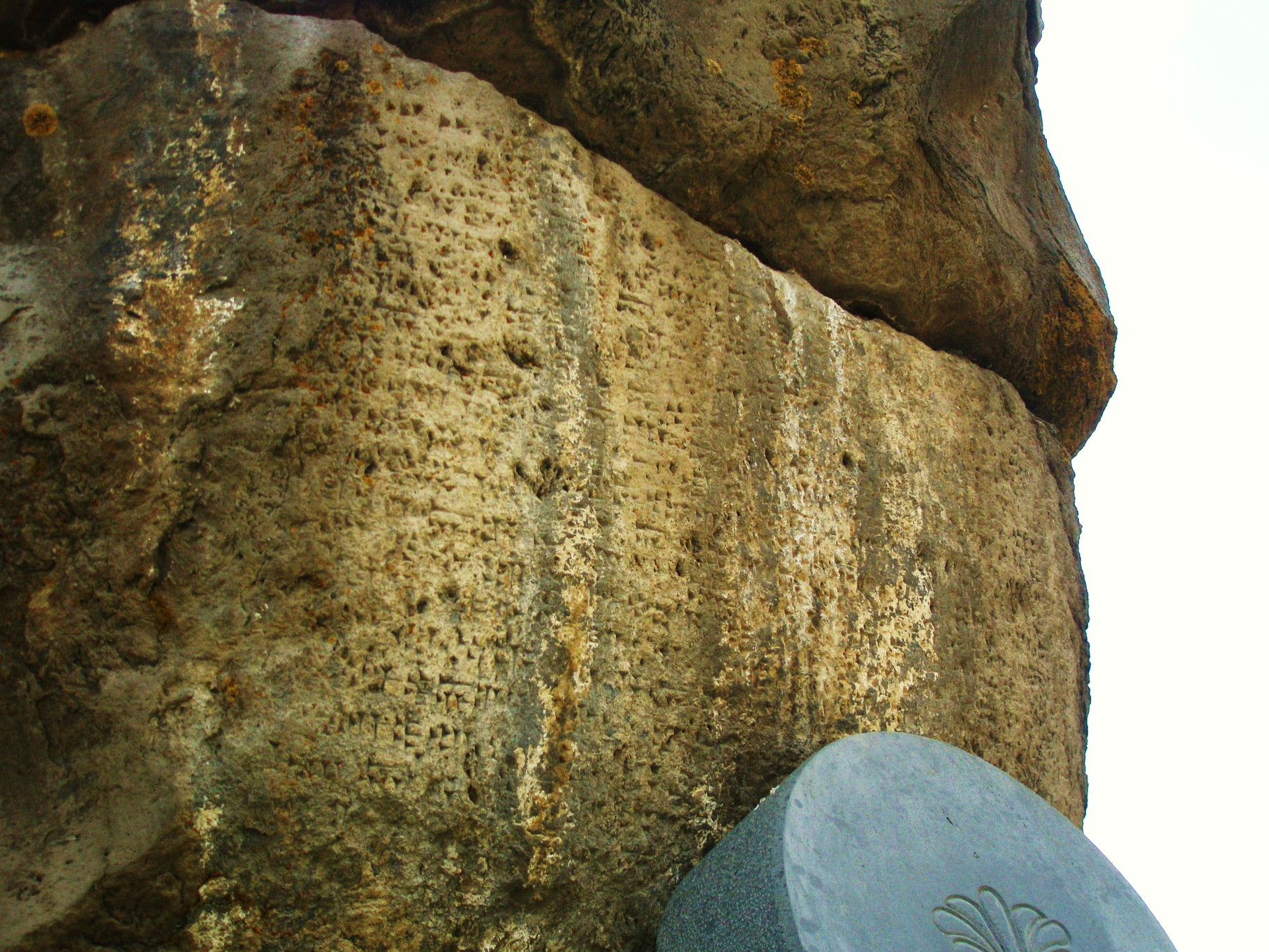
Zovinar-Inschrift

Rusa berichtet, wie er durch die Gnade dḪaldis auf einmal (im Verlauf eines Feldzuges) folgende Länder erobert und unterworfen hat:
- Adaḫuni (KURa-da-ḫu-ni)
- Uelikuḫi (KURú-e-li-ku-ḫi)
- Lueruḫi (KURlu-e-ri-ḫi-e)
- Arquqini (KURar-qu-qi-i-ni)

sowie vier Könige (LUGALMEŠ) auf dieser Seite des Sees und folgende Länder:
- Gurkumelia (KURgur-qu-me-li)
- Šanatuainn (KURšá-na-ṭu-a-i-ni)
- Teriušaini (KURte-ri-ú-i- šá-i-ni)
- Rišuaini (KURri-šú-a-i-ni)
- […]zuaini (KUR[…]-zu-a-i-ni)
- Ariaini (KURa-ri-a-i-ni)
- Zamani (KURza-ma-a-ni)
- Irqimatarni (KURir-qi-ma-tar-ni)
- Elaini (KURe-la-i-ni)
- Erielutaini (KURe-ri-[e]-tú-a-i-ni)
- Aidamaniuni (KURa-i-da-ma-ni-ú-ni)
- Guriaini (KURgu-ri-a-i-ni)
- Alzirani (KURal-zi-ra-ni)
- Piruaini (KURpi(?)-ru-a-i-ni)
- Šilaini (KURši-la-a-i-ni)
- UIduaini (KURú-i-du-a-i-ni)
- Atezaini (KURa-tè-za-a-i-ni)
- Eriaini (KURe-ri-a-i-ni)
- Azamerunini (KURa-za-me-ru-ni-ni)
- 19 Könige von der anderen Seite des Sees, in den hohen Bergen

„insgesamt 23 Könige und eine Stadt, alle diese habe ich unterworfen“. Rusa berichtet weiter, wie er Männer und Frauen nach Biainili verschleppt hat. Er nahm ihren Tribut entgegen und zerstörte ihre Befestigungen (É.GALMEŠ). Danach berichtet er über den Bau einer Festung (É.GAL), der er den Namen dIM-i URUKUR, Stadt des Teišeba gibt. Sie dient der Macht Biainilis und der Unterdrückung der Feindesländer.
Die Inschrift schließt mit der üblichen Verfluchung dessen, der diese Inschrift zerstört. Die Namen der angerufenen Götter sind nicht erhalten, nach Melikišvili lässt sich aber vermutlich der Sonnengott dUTU rekonstruieren.
Eine erste Publikation der Inschrift stammt von 1863.
Ein Abklatsch der Inschrift befindet sich im Armenischen Historischen Museum.

## Festung
Die Festung von Zovinar (Odzaberd) ist bisher nur vorläufig untersucht. Smith vermutet, dass die Festung, ähnlich wie Aramus und Horom (Dovri) in einem sogenannten „Grenzstil“ erbaut wurden, der Elemente der einheimischen eisenzeitlichen Baupraxis aufnimmt.